# Procampylaspis bonnieri
Procampylaspis bonnieri är en kräftdjursart som beskrevs av William Thomas Calman 1906. Procampylaspis bonnieri ingår i släktet Procampylaspis och familjen Nannastacidae. Inga underarter finns listade i Catalogue of Life.